# Sienazawod
Sienazawod (biał. Сеназавод, ros. Сенозавод) – stacja kolejowa w miejscowości Siannaja, w rejonie rzeczyckim, w obwodzie homelskim, na Białorusi. Leży na linii Homel - Łuniniec - Żabinka.